# Giorgio Macciotta
 (Cagliari, 30 settembre 1940) è un politico e sindacalista italiano.

## Biografia
Si è laureato in giurisprudenza all'Università di Cagliari, città in cui vive. Assistente universitario, ha insegnato anche in vari Licei. Appartenente alla CGIL è stato segretario nazionale della CGIL-Scuola e segretario regionale della CGIL - Sardegna.
Viene eletto per la prima volta in parlamento nel 1976 con il PCI e sarà rieletto in altre tre legislature. Nel 2000 viene designato, dal Presidente della Repubblica, membro del CNEL. È componente dell'undecisima consiliatura del CNEL. Attualmente è iscritto al Partito Democratico.
Nel 2011 e 2012 ha curato la pubblicazione della raccolta degli scritti ed interventi svolti da Giovanni Carrus, parlamentare sardo, alla Camera dei deputati.

### Incarichi parlamentari
Ha fatto parte delle seguenti commissioni parlamentari: Bilancio, Finanze e tesoro.

### Sottosegretario di Stato
Nel 1996 viene nominato sottosegretario di Stato del Tesoro, del Bilancio e della programmazione. nel primo governo di Romano Prodi. Riconfermato sottosegretario, con deleghe simili, anche nel primo e secondo governo di Massimo D'Alema.